# Wolfgang Smith
Wolfgang Smith, född 18 februari 1930, död 19 juli 2024, var en amerikansk matematiker, fysiker, vetenskapsteoretiker, metafysiker, katolik och anhängare av den Traditionella skolan. Han har skrivit utförligt inom ämnet differentialgeometri. Han var en kritiker av scientism och förespråkare av en ny tolkning av kvantmekaniken som till stor del bygger på medeltidens ontologi och realism.